# Plagiophleboptena
Plagiophleboptena is een geslacht van halfvleugeligen uit de familie schuimcicaden (Cercopidae). De wetenschappelijke naam van dit geslacht is voor het eerst geldig gepubliceerd in 1910 door Schmidt.

## Soorten
Het geslacht Plagiophleboptena omvat de volgende soorten:
- Plagiophleboptena smaragdina (Jacobi, 1908)
- Plagiophleboptena tigrina Schmidt, 1910